# Пушкар Наталія Юхимівна
Пушкар Наталія Юхимівна (1 серпня 1942, Хрінники Демидівського району Рівненської області — 20 березня 2020, Луцьк) — український історик, краєзнавець, музеєзнавець, лесезнавець. Дослідник Волині, біографії Лесі Українки. Головний хранитель фондів Волинського краєзнавчого музею.

## Біографія
Народилася у с. Хрінники на Рівненщині. У 1945 р. родина переїхала до с. Полонка біля Луцька, а у 1948 р. — до Луцька. У 1961 р. вступила до Луцького педінституту ім. Лесі Українки на історико-філологічний факультет, після закінчення якого розпочала роботу на посаді наукового співробітника Волинського краєзнавчого музею. З лютого 1972 р. - головний хранитель фондів музею.

## Наукова діяльність
Має понад 500 публікацій[джерело?].
Н.Ю.Пушкар зробила значний внесок в організацію фондової роботи музеїв Волині, збереження пам'яток історії та культури краю, популяризацію життя і творчості Лесі Українки, збереження та комплектування пам'яток меморіальної спадщини поетеси та родини Косачів[джерело?].
Основні праці
- Пушкар Н.Ю. Леся Українка в ілюстрованій поштовій листівці: Каталог-путівник до виставки, присвячений 120-річчю від дня народження великої поетеси. - Луцьк: Ред.-вид. від. Волинського обласного управління по пресі, 1991. - 86 с.
- Пушкар Н.Ю. Прижиттєві документи і матеріали Лесі Українки та родини Косачів: до 125-річчя від дня народження Лесі Українки: Каталог-довідник. - Луцьк: Ініціал, 1996. - 234 с.
- Огнєва О.Д., Пушкар Н.Ю., Кравчук А.П. Каталог "Єврейська спадщина": (з фондів Волинського краєзнавчого музею та Державного архіву Волинської області). - Луцьк, 2001. - 22 с.
- Пушкар Н.Ю., Комзюк В.М. Літературно-меморіальний музей Лесі Українки в Колодяжному: Путівник. - Луцьк: Медіа, 2008. - 14 с.
- Комзюк В.М., Пушкар Н.Ю. Музей "Лісової пісні" в Нечимному: Путівник. - Ковель: Ковельська міська друкарня, 2011. - 20 с.
- Пушкар Н.Ю. Свято-Феодосіївська церква у Луцьку: науково-популярне видання. - Луцьк: Ініціал, 2007. - 36 с.
- Пушкар Н.Ю. Науково-фондова робота в музеї: Методичні рекомендації. - Луцьк, 2010. - 28 с.
- Пушкар Н.Ю. Науковий опис предметів нумізматики, фалеристики, боністики, геральдики: монет, орденів, медалей, значків, жетонів, паперових грошей, печаток, гербів: Методичні рекомендації. - Луцьк, 2011. - 32 с.
- Пушкар Н.Ю. Василь Ростовецький з Волині та його поема "Варшава" // Замосцько-Волинські музейні зошити. - Замосць, 2003. - Т.1. - С.223-226.
- Пушкар Н.Ю., Златогорський О.Є. Лесине літо в Славуті: (до біографії Лесі Українки: нові дані) // Проблеми славістики. - Луцьк. - 2003. - №1. - С.63-65.
- Пушкар Н.Ю. З історії телефонного зв'язку в м. Луцьку // Старий Луцьк: науково-інформаційний збірник. - Луцьк, 2012. - Вип. VIII. - С.556-559.

## Нагороди
- Лауреат Волинської обласної премії імені Миколи Куделі (2006)[джерело?]
- Почесний краєзнавець України (2009)[джерело?]
- Почесна грамота Волинської облдержадміністрації (2012)[джерело?]
- Подяка Волинської обласної ради (2012)[джерело?]

## Сім'я
Одружена. Має дітей[джерело?].